# Max Günthör
Max Günthör (ur. 9 sierpnia 1985 w Friedrichshafen) – niemiecki siatkarz, reprezentant kraju. W 2009 znalazł się w kadrze narodowej na Mistrzostwa Europy. W wieku 29 lat Max postanowił zakończyć swoją karierę sportową z siatkówką.

## Sukcesy klubowe
Puchar Niemiec:
- 2005, 2006, 2007, 2009, 2010, 2011, 2014, 2015

Mistrzostwo Niemiec:
- 2005, 2006, 2007, 2015
- 2009, 2010, 2012, 2013, 2014
- 2011

Liga Mistrzów:
- 2007

## Sukcesy reprezentacyjne
Mistrzostwa Europy Juniorów:
- 2004

Liga Europejska:
- 2009

Memoriał Huberta Jerzego Wagnera:
- 2012

Mistrzostwa Świata:
- 2014

## Nagrody indywidualne
- 2012 - Najlepszy blokujący Igrzysk Olimpijskich w Londynie